# Gerhard Göhrke
Gerhard Göhrke (* 16. Januar 1937) ist ein ehemaliger deutscher Fußballspieler. Der in den ersten Jahren bei Altona 93 im damaligen WM-System  im Angriff und danach bis zum Karriereende als Verteidiger in der Abwehr eingesetzte Spieler hat von 1957 bis 1963 in der erstklassigen Fußball-Oberliga Nord 170 Ligaspiele mit 28 Toren absolviert und nachfolgend von 1963 bis 1968 in der zweitklassigen Fußball-Regionalliga Nord weitere 148 Verbandsspiele mit drei Toren folgen lassen. Durch seine zwei Abschlussjahre ab 1968 beim AFC in der Landesliga Hamburg hat Göhrke in insgesamt 13 Jahren mit 367 Punktspiel-Einsätzen die meisten nach dem 2. Weltkrieg für Altona 93 erreicht.

## Karriere

### Amateur, bis 1957
Bereits in seinen Anfangsjahren im Seniorenfußball überzeugte der junge Angreifer Gerhard Göhrke bei seinem Verein ESV Einigkeit Wilhelmsburg. Er machte sich in der Amateurliga Hamburg in den Runden 1955/56 mit 16 und 1956/57 mit 14 Toren einen Namen, obwohl Einigkeit Wilhelmsburg 1956/57 lediglich den 12. Rang belegen konnte und wurde zur Saison 1957/58 von Altona 93 mit einem Vertrag für die Oberliga Nord ausgestattet.

### Altona 93, 1957 bis 1963 in der Oberliga Nord
Neben dem Mann aus Wilhelmsburg nahmen die Schwarz-Weiß-Roten aus Bahrenfeld auch noch Horst Wendlandt neu unter Vertrag und statteten zudem auch das aus der Jugend entwachsene Talent Heiko Kurth mit einem Ligavertrag aus. Die Qualität des Spielerkaders von Spielertrainer Heinz Spundflasche war damit sichtlich verbessert, am Rundenende konnte der 3. Rang im Norden erreicht werden. Nach Ende der Hinserie standen Göhrke und Kollegen mit 18:22 Punkten und 15:15 Toren auf dem 9. Rang. Den Hamburger SV hatte der AFC am 10. November 1957 im Heimspiel mit 2:0 geschlagen und dabei hatte der Neuzugang aus dem Amateurlager auf Rechtsaußen gestürmt. Im Rückrundenspiel am 23. Februar 1958 hatte er den AFC bei der 2:3-Niederlage am Rothenbaum mit 1:0 in Führung gebracht. Beim Rundenstart am 11. August 1957, bei einem 0:0 beim VfR Neumünster, war er noch als Linksaußen gestartet. Sein eigentliches Pflichtspieldebüt hatte er mit Heiko Kurth am 3. August 1957 am Rothenbaum bei einer 1:4-Niederlage im Norddeutschen Pokalfinale gegen den Hamburger SV gegeben. Erb hatte Altona in der 57. Minute mit 1:0 in Führung gebracht, innerhalb von acht Minuten drehte der HSV aber ab der 70. Minute das Spiel mit vier Toren zu seinen Gunsten. Göhrke und Kurth hatten den linken Flügel des AFC gebildet und ein „überaus gelungenes Debüt“ abgeliefert. Die Runde beendete Altona am 6. April 1958 mit einem 2:0-Heimerfolg gegen den VfB Lübeck, wobei Rechtsaußen Göhrke das 2:0 erzielt hatte. Mit 35:25 Punkten belegte der AFC den 3. Rang im Norden und Göhrke hatte in 29 Ligaeinsätzen elf Tore erzielt.
Im zweiten Oberligajahr von Göhrke, 1958/59, reiste er mit dem AFC auf dem 3. Rang stehend, am 7. Dezember 1958 zum klar die Tabelle anführenden Hamburger SV. Vor über 22.000 Besuchern setzten sich die Rautenträger mit 3:1 durch. Bundestrainer Herbergers Assistent Georg Gawliczek wird als Augenzeuge mit folgender Aussage zitiert: „Ein wirklich großartiges Spiel, ungeheuer stark der Kampfeswille, vor allem auch spielerisch großartige Momente, die die Bezeichnung Spitzenspiel mehr als rechtfertigten. Die Altonaer haben hervorragend gespielt. Ich kann verstehen, dass sie mit solcher Leistung lange Wochen an der Spitze lagen. Allen voran Seitenläufer Müller, aber auch Lüchau und Göhrke als Verbinder beeindruckten mich sehr, und nicht zu vergessen Lorkowski im Tor.“ In den zwei Oberligarunden 1958/59 und 1959/60 erzielte Göhrke 15 Treffer und Spielertrainer Heinz Spundflasche beendete im Sommer 1960 seine Tätigkeit bei Altona 93.
Unter Spundflasche-Nachfolger Kurt Krause vollzog sich ab der Runde 1960/61 der Wechsel von Göhrke aus dem Angriff zurück in die Verteidigung. Zumeist verteidigte er mit Uwe Lüchau, Jürgen Müller oder Edgar Preuß. Altona hatte den 6. Rang belegt und Göhrke 29 Ligaspiele bestritten. Mit dem Spiel am 29. April 1963 gegen den VfV Hildesheim (2:3) beendete er die Ära der erstklassigen Oberliga Nord. Von 1957 bis 1963 hatte Göhrke 170 Ligaspiele absolviert und 28 Tore für Altona 93 erzielt. Da der AFC nicht für die ab 1963/64 neu installierte Fußball-Bundesliga nominiert worden war, ging es nun in der zweitklassigen Fußball-Regionalliga Nord weiter.

### Altona, 1963 bis 1968 in der Regionalliga Nord
In den ersten zwei Jahren der neuen Zweitklassigkeit im Norden, 1963 bis 1965, spielte die Mannschaft von der Adolf-Jäger-Kampfbahn ernsthaft um den Einzug in die Aufstiegsrunde zur Fußball-Bundesliga mit. In der Hinrunde 1963/64 legte der AFC eine Bilanz nach der Hinrunde mit 27:7 Punkten vor und führte damit die Tabelle an; Altona gehörte dem engen Kreis der Anwärter um die Spitzenränge an. Vom 1. September, einem 5:0 gegen den VfL Wolfsburg, bis zum 2:0-Heimerfolg am 1. Dezember 1963 bei Arminia Hannover, glückte dem Team um das Verteidigerduo Göhrke-Wendlandt eine Serie von 23:1 Punkten. Vor über 9.000 in der Kampfbahn und den Fernsehzuschauern an den Bildschirmen wurde von den zwei Mannschaften eine „großartige Fußball-Demonstration“ geboten. Beim 2:0-Sieg des AFC in einem „der besten Spiele der Vereinsgeschichte“ gab es fliegende Spielzüge und immer wieder Sonderbeifall. Nach diesem 15. Spieltag führte der AFC die Tabelle mit drei Punkten Vorsprung an. Insbesondere durch die herausragenden Einzelkönner bei Arminia in Person von Lothar Ulsaß, Gerhard Elfert, Helmut Kafka und Uwe Witt waren die Jubelarien nachvollziehbar. In der Rückrunde baute der Herbstmeister aber deutlich ab, mit 17:17 Punkten landete der AFC mit der Gesamtbilanz von 44:24 Punkten auf dem 4. Rang. Torhüter Harald Schonscheck und die Verteidiger Göhrke/Wendlandt hatten alle 34 Ligaspiele bestritten, Mittelläufer Peter Ebert lediglich in einem gefehlt und im Angriff hatte der Cuxhavener Neuzugang Peter Kautz 22 Treffer an der Seite von Spielmacher Heiko Kurth eingenetzt.
In dieser ausgezeichneten Runde kam für Göhrke und Kollegen aber noch der Wettbewerb um den DFB-Pokal hinzu. Ausgespielt wurde der Pokalwettbewerb ab dem April 1964 in der entscheidenden Phase der Verbandsrunde, nicht gerade förderlich für die Aufstiegsrundenambitionen des AFC. In der 1. Hauptrunde reiste Borussia Mönchengladbach aus der Regionalliga West an. Das Altonaer Schlussdreieck mit Schonscheck, Göhrke und Wendlandt hielt am 8. April den Angriff der Elf vom Bökelberg um Herbert Laumen, Karl-Heinz Mülhausen, Ulrich Kohn, Egon Milder und Günter Netzer in Schach und setzte sich mit einem 2:1 gegen die von Fritz Langner trainierten Gäste durch. Am 22. April gewann man mit dem gleichen Resultat im Achtelfinale gegen den westdeutschen Altmeister Duisburger Spielverein. Im Viertelfinale erregte der dritte 2:1-Heimerfolg gegen den Bundesligisten Karlsruher SC schon deutlich mehr Aufsehen, zog doch Altona dadurch in das Halbfinale ein. Am 3. Juni, einem Mittwochabend um 18.00 Uhr vor 16.000 Zuschauer im heimischen Stadion, ging es dann gegen das von Max Merkel trainierte München 1860. Die Münchner „Löwen“ waren mit Stars wie Torhüter Petar Radenković, Otto Luttrop, Berti Kraus, Peter Grosser, Rudi Brunnenmeier, Hans Küppers und Alfred Heiß angereist und galten als eindeutiger Favorit. Das Spiel entwickelte dann aber eine eigene Dramatik und sah Gastgeber Altona als spielbestimmende Mannschaft, die insbesondere in der ersten Halbzeit an dem überragenden Torhüter Radenkovic scheiterte und die hochverdiente Führung verpasste. Die bewährte Altona Defensive mit Torhüter Schonscheck, dem Verteidigerpaar Göhrke/Wendlandt und der Läuferreihe Bol, Ebert und Somann hatte die gefürchteten 60er-Angreifer völlig aus dem Spiel genommen. Tatsächlich brachte Kautz mit einem Kopfballtreffer in der 70. Minute Altona mit 1:0 in Führung, aber fünf Minuten vor Schluss glückte der Merkel-Truppe der Ausgleich. In der Verlängerung verloren die entkräfteten Gastgeber mit 1:4. Im „Sport“ war nachzulesen: „Altonas großartige Leistung wurde schlecht belohnt. Der AFC stand mit einem Bein schon im Stuttgarter Finale. Die hell begeisterten Zuschauer standen bereits zum Jubeln bereit. Dieses Spiel hatte eine 70.000-Kulisse verdient.“
Im November 1963 spielte die Hamburger Auswahl gegen die Stadtmannschaft von Berlin. Beim 3:1-Sieg Hamburgs auf der „Hoheluft“ kamen vom AFC gleich fünf Spieler zum Einsatz: Ebert, Göhrke, Kautz, Framheim und Kurth.
Auch im zweiten Regionalligajahr 1964/65 gehörte Altona der Spitzengruppe im Norden an. Holstein Kiel wurde aber souverän und überlegen Meister, bei den übrigen Teams ging es um die Vizemeisterschaft. Am Rundenende hatte der FC St. Pauli einen Punkt Vorsprung gegenüber Altona und die Mannschaft um Verteidiger Göhrke belegte den undankbaren 3. Rang. Damit waren die guten Jahre in der Regionalliga aber vorbei. Es reichte 1966 und 1967 noch zu Mittelfeldrängen, aber 1967/68 stürzte Altona mit 20:44 Punkten in die Landesliga Hamburg ab. Der zuverlässige Abwehrstratege Göhrke hatte von 1963 bis 1968 in der Regionalliga Nord für Altona 148 Ligaspiele absolviert und drei Tore erzielt; er ist damit Rekordspieler des AFC in der zweitklassigen Regionalliga Nord.
Er hängte noch bis 1970 zwei Jahre in der Landesliga mit 40 Verbandsligaspielen an und beendete im Sommer 1970 seine 13-jährige Spielertätigkeit in der Ligamannschaft von Altona 93.